# 황보유의
황보유의(皇甫兪義, ？~1042년)는 고려의 문신이다. 고려 왕실의 외척인 황주 황보씨(黃州 皇甫氏) 가문 출신으로 문하시랑(門下侍郞)에 이르렀다.

## 생애
고려 왕실의 처가와 외척이 된 황주 황보씨(黃州皇甫氏) 황보제공(皇甫悌恭)과 같은 훈신(勳臣) 가문 출신으로 추정된다. 고려 목종 때 관직을 두루 거쳐 선휘판관(宣徽判官)에 이르렀다. 목종이 병들자 김치양(金致陽)이 반란을 꾸몄는데, 왕이 그 역모를 알고 문신·무신 각각 한 명씩을 뽑아 군교(軍校)를 거느리고 가서 현종을 맞아오게 하였다. 이 때 채충순(蔡忠順)·최항(崔沆) 등이, “황보유의가 종묘 사직을 보존하려는 뜻을 가지고 있으며 그 부친과 조부 모두 나라에 공을 세웠으니, 그도 응당 가업을 이어받아 전심전력할 것이다. 어찌 이 사람을 보내지 않겠는가?”고 의논하고 무반으로는 낭장(郞將) 문연(文演)을 함께 천거하였다. 그리하여 채충순에게, 현종에게 보내는 편지를 기초하게 한 후 황보유의·문연 및 별장(別將) 이성언(李成彦)·고적(高積) 등 열 명에게 그 편지를 가지고 삼각산(三角山)의 신혈사(神穴寺)로 가서 현종을 맞아오게 하였다. 또한 개성부참군(開城府參) 김연경(金延慶)에게 명하여 군사 1백 명을 거느리고 교외에서 현종을 영접하게 하였다. 황보유의 등이 신혈사로 갔지만 승려가 간신 일당이 보낸 자라고 의심하여 현종을 숨기고 내놓지 않았다. 황보유의 등이 그를 맞아 왕으로 옹립하려는 뜻을 자세히 설명한 뒤 마침내 현종을 받들고 개경으로 돌아왔다.
현종이 즉위하자 황보유의는 전중시어사(殿中侍御史)가 되었다가 이부시랑(吏部侍郞)으로 승진하였고, 내사사인(內史舍人)으로 고쳐 임명되었다가 얼마 뒤에 중추원(中樞院)의 일직원(日直員)이 되었다.
1010년(현종 원년) 용병(用兵) 이래로 군비가 크게 증액되었기 때문에 관리들에게 지급할 녹봉이 부족해지자, 황보유의가 중추원사(中樞院使) 장연우(張延祐)와 함께 건의하여 경군(京軍)의 영업전(永業田)을 빼앗아 녹봉에 충당하게 하니, 무관들이 크게 불만을 품게 되었다. 상장군(上將軍) 최질(崔質)이 변방을 지킨 전공으로 여러 차례 무반 관직에 임명되었으나 문반의 지위에는 오르지 못했기 때문에 늘 불만을 품고 있었다. 1014년 11월 최질이 상장군 김훈 및 박성(朴成)·이협(李協)·이상(李翔)·이섬(李暹)·석방현(石邦賢)·최가정(崔可貞)·공문(恭文)·임맹(林猛) 등과 함께 영업전을 빼앗긴 것을 구실로 무인들의 분노를 부추긴 후 제위(諸衛)의 군사들을 꾀어 북을 치고 함성을 지르며 궁궐로 난입했다. 그들은 황보유의와 장연우를 결박하고 매를 때려 거의 죽게 하였으며, 편전 안에까지 들어가 왕을 면담하고 다음과 같이 요구하였다.
“황보유의 등이 우리들의 영업전을 빼앗은 것은 사실상 자신의 이익을 도모한 일이지 결코 조정의 이익을 위한 일이 아닙니다. 만약 발뒷꿈치를 잘라서 신발에 억지로 맞춘다면 몸체는 어찌 되겠습니까? 모든 군사들의 마음이 흉흉하여 분노와 원한을 이기지 못하니, 청하옵건대 나라를 좀먹는 자를 없애셔서 많은 사람들의 마음을 풀어주소서.”
왕은 많은 사람들의 뜻을 거스를까 두려워하여 황보유의와 장연우를 제명하고 귀양 보냈다.
1016년 김훈 등이 사형되자 다시 급사중(給事中)에 기용되었고, 여러 차례 전임되어 어사대부(御史大夫)에 올라 참지정사(叅知政事) 왕가도(王可道)와 함께 개경(開京)의 나성(羅城)을 쌓았다. 중추사(中樞使)가 된 후 참지정사·이부상서(吏部尙書)를 역임하였으며, 내사시랑 동 내사문하평장사(內史侍郞同內史門下平章事)·판호부사(判戶副使)로 승진하였다가 1036년(정종 2년) 문하시랑(門下侍郞)으로 된 뒤에 치사(致仕)하였다.

## 황보유의가 등장한 드라마
- 《천추태후》(KBS, 2009년) 황보유의 역 배우 : 김주영
- 《고려거란전쟁》(KBS, 2023년~2024년, 황보유의역 배우 : 장인섭)